# Hans Rosenhaupt
Hans Wilhelm Rosenhaupt (geboren 24. Februar 1911 in Frankfurt am Main; gestorben 15. April 1985 in New Brunswick (New Jersey)) war ein deutsch-amerikanischer Bildungsmanager.

## Leben

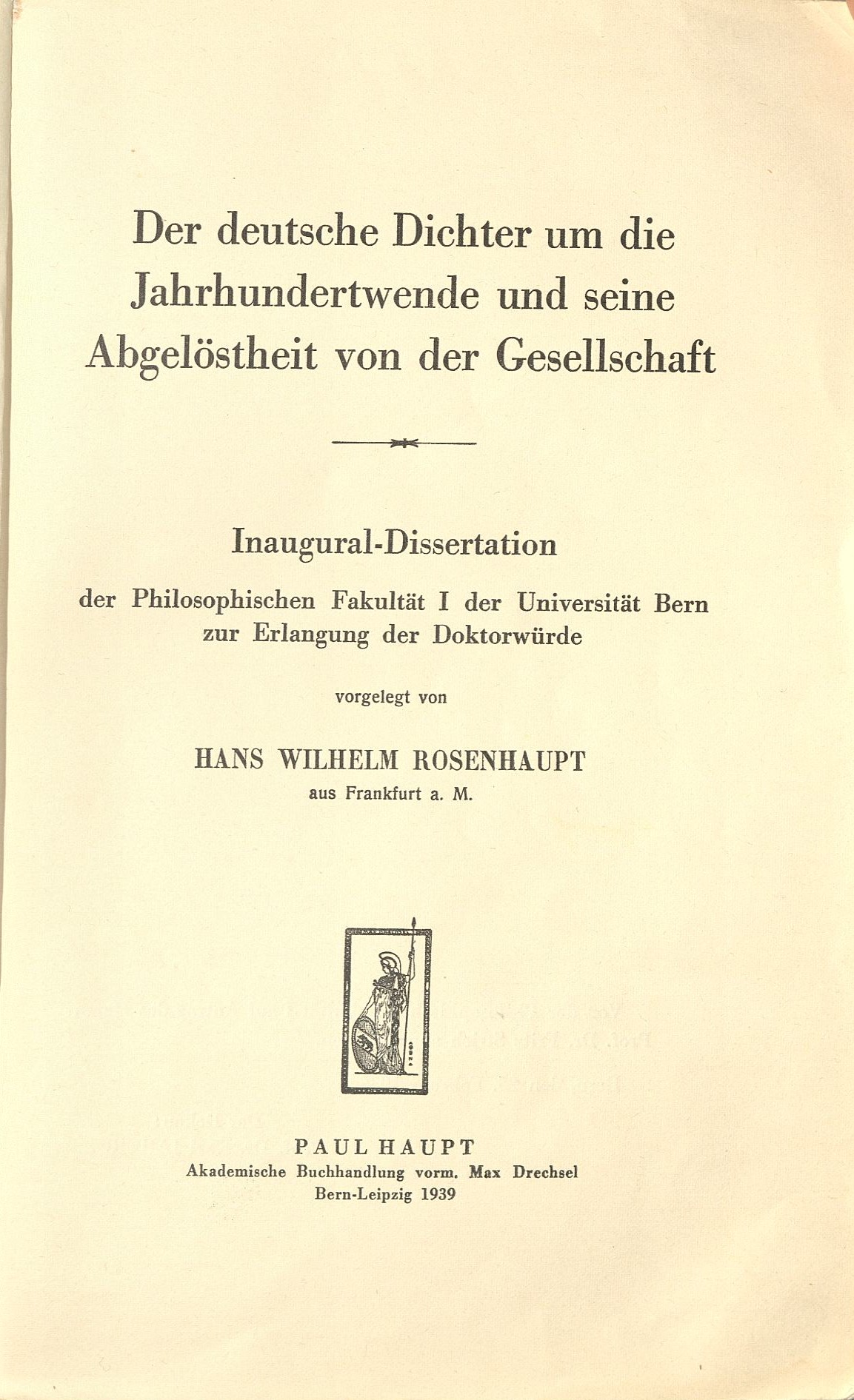
Dissertation (1935/1939)

Hans Wilhelm Rosenhaupt war ein Sohn des Frankfurter Kinderarztes Heinrich Rosenhaupt und der Maria Freudenthal, er hatte einen Bruder. Sein Vater wurde 1921 Stadtarzt in Mainz, er wurde nach der Machtübergabe an die Nationalsozialisten 1933 entlassen und 1939 zur Emigration gezwungen. Rosenhaupt besuchte die Realgymnasien in Frankfurt und Mainz und studierte ab 1928 Germanistik an der Universität Frankfurt am Main, und je ein Semester in Berlin und München. Die Verteidigung seiner Dissertation Die Gestalten im Werk Heinrich Manns war in Frankfurt für den 22. Februar 1933 angesetzt, aber Rosenhaupt musste das Promotionsvorhaben unter dem Eindruck der Machtübergabe an die Nationalsozialisten aufgeben, und er floh in die Schweiz. Ihm gelang es, in einem neuen Verfahren 1935 bei Fritz Strich an der Universität Bern mit der Dissertation Der deutsche Dichter um die Jahrhundertwende und seine Abgelöstheit von der Gesellschaft promoviert zu werden, dieses Mal verwendete er unter anderem Aussagen, die er im Gespräch mit Thomas Mann aufgezeichnet hatte.
Hans Rosenhaupt, wie er sich nun nannte, emigrierte nach England und von dort in die USA, wo er 1935 in Illinois eine Beschäftigung als Sprachlehrer für Französisch und Deutsch am Oak Park College fand, er wechselte dann an das Knox College. 1940 erhielt er die amerikanische Staatsbürgerschaft. Von 1938 bis 1942 lehrte er als Assistenzprofessor am Colorado College deutsche Sprache und Literatur. Er veröffentlichte einige kleinere Arbeiten zur deutschen Literatur, größere Arbeiten wie ein Buch über Thomas Mann blieben liegen, als Rosenhaupt sich vermehrt im Kampf gegen Hitler-Deutschland engagierte und Soldat der US-Army wurde. Rosenhaupt wurde Leutnant der Artillerie und dann einer Aufklärungseinheit und wurde als Vernehmungsoffizier kriegsgefangener deutscher ranghoher Offiziere in England und nach der alliierten Invasion in der Normandie ab 1944 auch auf dem Kontinent eingesetzt. Er heiratete Ende 1945 die britische Armeeangehörige Maureen Church, sie hatten eine Tochter. Sie gingen 1946 nach beider Demobilisierung zunächst nach Colorado.
Rosenhaupt vertrat in der Frage der Entnazifizierung im besiegten Deutschland eine nachsichtigere Haltung als Thomas Mann und überwarf sich daher mit diesem, ein letzter Brief Manns an Rosenhaupt stammt aus dem Jahr 1947. Rosenhaupt versuchte sich nun literarisch in englischer Sprache mit einem Roman über den Kriegseinsatz eines Emigranten im Kampf gegen sein Herkunftsland. Mit dem Buch How to Wage Peace versuchte er 1947 eine Friedensperspektive für die Nachkriegszeit zu formulieren. Er platzierte einige Kurzgeschichten in Vogue und Commentary. Seine berufliche Zukunft fand er im expandierenden amerikanischen Bildungswesen, zunächst 1947 als „Director of Admissions“ der Columbia University in New York City. 1958 wechselte er zur Woodrow Wilson Foundation in Princeton und wurde 1969 deren Präsident. Für seine Arbeit im amerikanischen Bildungssystem wurde er mit mehreren Ehrendoktorwürden geehrt. Schließlich erhielt er 1979 von der Frankfurter Universität nachträglich den 1933 politisch verhinderten Doktortitel.
Rosenhaupt starb 1985 nach einem Fahrradunfall, so blieb auch seine Autobiografie unvollendet liegen. Sein Nachlass, darunter auch ein Teil des Briefwechsels mit den Manns, wurde dem Colorado College überlassen.

## Schriften (Auswahl)
- Der deutsche Dichter um die Jahrhundertwende und seine Abgelöstheit von der Gesellschaft. Bern : Haupt, 1939. Dissertation Universität Bern 1935
- Isolation in Modern German Literature. Colorado Springs, 1940
- How to Wage Peace. A Handbook for Action. New York : Day Company, 1949
- The True Deceivers. Roman. New York : Dodd, 1954
- Graduate Students. Experience at Columbia University, 1940–1956. New York : Columbia University Press, 1958